# 基輔兵工廠足球俱樂部
基輔兵工廠足球俱樂部（烏克蘭語：ФК «Арсенал» Київ）是烏克蘭的一家職業足球俱樂部，位於烏克蘭首都基輔。該隊於2013年年尾因破產而宣佈解散球會。2014年頭重組球會開始於地區聯賽參加，2018年再次升上頂級聯賽，但一年後球會再次宣佈解散球會，只留下青年隊參加青少年比賽。

## 历史
基輔兵工廠足球俱樂部的起源具有争议性; 有些人认为它前身是基輔中央陆军,其他人认为是FC Boryspil。在1994年基輔中央陆军足球俱樂部与FC Boryspil合并，名为CSKA-Borysfen Boryspil。经过一连串成功的球季后，球会由烏克蘭三级足球聯賽升上烏克蘭足球超級聯賽。球会自1995年开始一直在烏克蘭足球超級聯賽比赛。
在1996年，CSKA-Borysfen又重新分拆作: 基輔中央陆军足球俱樂部和Borysfen Boryspil。

### 基輔兵工廠足球俱樂部
在2000年,基輔中央陆军足球俱樂部遇到财政危机并被逼解散。在2001年，基輔市政府在市长提议下买下基輔中央陆军足球俱樂部并命名为基輔兵工廠足球俱樂部 。
在市政府管治下,球队致力解决财政问题，外借一队球员。在2007年球队由乌克兰商人Vadim Rabinovich购入。在2009 年，基輔市长Leonid Chernovetskyi以1烏克蘭格里夫納购入球队; Chernovetskiy的儿子成为球队主席。翌年，Rabynovich因球队管理混乱而重新购入球队。

## 外部連結
- Official website（页面存档备份，存于）